# Falciot cuaespinós gegant
El falciot cuaespinós gegant (Hirundapus giganteus) és una espècie d'ocell de la família dels apòdids (Apodidae) que habita les zones boscoses del sud-oest i est de l'Índia, Sri Lanka, Myanmar, Tailàndia, Cambodja, nord-est de Laos, sud del Vietnam, Malaia, illes Andaman, Sumatra, Borneo, Java, Bali i Palawan.